# Вилхелм фон Цвайбрюкен
Вилхелм фон Цвайбрюкен (на немски: Philipp Wilhelm von Zweybrücken Graf von Formbach; на френски: Philippe Guillaume Vicomte de Deux-Ponts; * 18 юни 1754, Цвайбрюкен; † 21 юли 1807, Мюнхен) от фамилията Вителсбахи, е фрайхер на Цвайбрюкен, граф на Форбах и вице-граф на Дьо-Понт, също френски и баварски офицер. Той е роден като Филип фон Форбах, през 1770/1775 г. е прекръстен на Вилхелм фон Цвайбрюкен. През 1782 г. френският крал го издига на „викомте“ на страната си, пфалцграф Карл II Август му дава на 31 януари 1792 г. титлата фрайхер.

## Живот
Той е вторият син на херцог Кристиан IV фон Пфалц-Цвайбрюкен (1722 – 1775) и съпругата му (морганатичен брак) танцьорката французойката Мария Камасе, наричана Мариана (1734 – 1807), по-късно 1757 г. „графиня Форбах“.
Вилхелм става офицер в основания от баща му през 1757 г. френски чуждестранен регимент „Royal Deux-Ponts“ (Кралски Цвайбрюкен), където служи също и брат му Кристиан фон Цвайбрюкен (1752 – 1817).
На 11 януари 1780 г. в Каси-ле-Роа Вилхелм се жени за Мартина Аделаида дьо Поластрон (* 14 декември 1760, Ст. Андрé, Герс; † 25 февруари 1795, Висбаден), полусестра на дворцовата дама хецогиня дьо Полиняк.
През 1781 г. Вилхелм и брат му Кристиан с техния регимент се бият на страната на САЩ, в Американската война за независимост (1775 – 1783). Вилхелм получава ордена Цинцинати.
След избухването на Френската революция фрайхер Вилхелм отива в баварската войска, където на края има титлата генерал и генерал-капитан на „Хартшир-Лайбгарде“.
Вилхелм фон Цвайбрюкен умира на 53 години на 21 юли 1807 г. в Мюнхен и е погребан под арките на гробището „стария Сюдфридхоф“ в Мюнхен.

## Деца
Вилхелм и Мартина Аделаида имат четири деца:
- Кристиан Мариане Вилхелм Август Франц фон Форбах (* 30 август 1782, Форбах; † 25 април 1859, Мюнхен), граф на Форбах, фрайхер на Цвайбрюкен, баварски генерал на кавалерията, генерал-капитан на Хартшире. С него родът измира по мъжка линия; женен I. на 10 юни 1816 г. в Мюнхен за фрайин Кристина фон Гутенберг-Щайненхаузен цу Щернберг (* 24 юли 1798, Щайненхаузен; † 26 април 1817, Мюнхен), II. на 4 януари 1818 г. в Донцдорф за графиня Каролина Фридерика Валпурга Мария фон Рехберг и Ротенльовен цу Хоенрехберг (* 25 януари 1798, Регенсбург; † 12 януари 1878, Донцдорф)
- Карл Август Габриел фон Цвайбрюкен (* 21/12 януари 1784; † 5 октомври 1812, Можайск), граф на Форбах, баварски офицер на кавалерията, смъртно ранен в битката при Бородино
- Мария Анна (Ариана) фон Форбах (* 28 август 1795, Париж; † 29 декември 1857, Мюнхен), омъжена 1813 г. в Париж за фрайхер Антон фон Кето (1756 – 1847)
- Хенриета фон Форбах (* 5 август 1790, Форбах; † 27 януари 1840, дворец Лантили, Кот д'Ор), омъжена 1825 г. в Париж за комте Йозеф Мари Александер дьо Вирийо-Бовоар († 1825)